# Milano-Mantova 1932
La Milano-Mantova 1932, quarta edizione della corsa, si svolse il 21 aprile 1932 su un percorso di 147 km con partenza a Milano e arrivo a Mantova. Riservata a a indipendenti e dilettanti, fu vinta dall'italiano Carlo Bonfanti, che completò il percorso in 4h04'00" precedendo in volata i connazionali Adamo Dabini e Ennio Migliorini.
Completarono la prova, rinata dopo 24 anni di assenza dal calendario grazie all'organizzazione del Pedale Mantovano, 99 dei 150 ciclisti al via.

## Ordine d'arrivo (Top 10)
| Pos. | Corridore        | Squadra          | Tempo    |
| ---- | ---------------- | ---------------- | -------- |
| 1    | Carlo Bonfanti   | U.S. Milanese    | 4h04'00" |
| 2    | Adamo Dabini     | U.S. Legnanese   | s.t.     |
| 3    | Ennio Migliorini | C.C. Lombardo    | s.t.     |
| 4    | Luigi Tasselli   | Ped. Mantovano   | s.t.     |
| 5    | Elio Fruschi     | P. Piacentino    | s.t.     |
| 6    | Antonio Andretta | V.C. Vicenza     | s.t.     |
| 7    | Luigi Tosi       | U.S. Azzini      | s.t.     |
| 8    | Carlo Pellecani  | U.C. Nic. Biondo | s.t.     |
| 9    | Orlando Ferrari  | Ped. Mantovano   | s.t.     |
| 10   | Adolfo Magni     | C.S. Oberdan     | s.t.     |